# Crni Kao (gmina Batočina)
Crni Kao (cyr. Црни Као) – wieś w Serbii, w okręgu szumadijskim, w gminie Batočina. W 2011 roku liczyła 410 mieszkańców.